# Oost-Anatolië
Oost-Anatolië (Turks: Doğu Anadolu Bölgesi) is een van de zeven niet-administratieve regio's van Turkije. De regio bestaat uit 14 provincies van Turkije en bevindt zich in het oosten van Anatolië, waarnaar de regio genoemd is. Oost-Anatolië beslaat 20,9% van Turkije en is daarmee de grootste regio van het land. Het inwonertal van de regio is daarentegen 6.137.414, wat het een van de dunstbevolkte regio's maakt.
Oost-Anatolië grenst aan Irak, Iran, Azerbeidzjan, Georgië en Armenië. De regio is bekend om haar grote afmetingen en lage bevolkingsdichtheid. Daarnaast is vulkanisme in deze regio het meest actief in Turkije, met verschillende vulkanen die bijdragen aan het geologische landschap. De bekendste producten uit Oost-Anatolië zijn gerst, tarwe, tabak en abrikoos.
De bevolkingssamenstelling van de regio bestaat voornamelijk uit Koerden, die de grootste etnische groep vormen. Er zijn ook Turken, hoewel zij een kleinere minderheid vormen in sommige delen van de regio. Daarnaast zijn er kleinere etnische gemeenschappen van Arabieren, Armeniërs en Arameeërs. De etnische diversiteit wordt weerspiegeld in de culturele tradities en talen die in verschillende delen van Oost-Anatolië gesproken worden.

## Overzicht van de provincies in de regio Oost-Anatolië
| Detailkaart                          |
| ------------------------------------ |
|                                      |
| Provincies in de regio Oost-Anatolië |

| Provincie | Provincie | Inwoners  | Oppervlakte | Hoofdplaats | Inwoners |
| --------- | --------- | --------- | ----------- | ----------- | -------- |
|           | Ağrı      | 510.626   | 11.376 km²  | Ağrı        | 120.390  |
|           | Ardahan   | 92.481    | 5.576 km²   | Ardahan     | 22.927   |
|           | Bingöl    | 282.556   | 8.125 km²   | Bingöl      | 133.423  |
|           | Bitlis    | 353.988   | 6.707 km²   | Bitlis      | 53.023   |
|           | Elazığ    | 591.497   | 9.153 km²   | Elazığ      | 387.072  |
|           | Erzincan  | 239.223   | 11.903 km²  | Erzincan    | 150.714  |
|           | Erzurum   | 784.941   | 25.066 km²  | Erzurum     | 758.279  |
|           | Hakkâri   | 287.625   | 7.121 km²   | Hakkâri     | 58.470   |
|           | Iğdır     | 203.594   | 3.539 km²   | Iğdır       | 101.700  |
|           | Kars      | 274.829   | 9.442 km²   | Kars        | 91.450   |
|           | Malatya   | 812.580   | 12.313 km²  | Malatya     | 485.484  |
|           | Muş       | 399.202   | 8.196 km²   | Muş         | 120.699  |
|           | Tunceli   | 89.317    | 7.774 km²   | Tunceli     | 35.161   |
|           | Van       | 1.128.749 | 19.069 km²  | Van         | 525.016  |

Centraal-Anatolië · Egeïsche Zeeregio · Marmararegio · Middellandse Zeeregio · Oost-Anatolië · Zuidoost-Anatolië · Zwarte Zeeregio